# Plaisance (Dordogna)
Plaisance è un comune francese di 473 abitanti situato nel dipartimento della Dordogna nella regione della Nuova Aquitania.

## Società

### Evoluzione demografica
Abitanti censiti